# Dasbach (Asbach)
Dasbach ist ein Ortsteil der Ortsgemeinde Asbach im Landkreis Neuwied im nördlichen Rheinland-Pfalz. Der Ort liegt im Naturpark Rhein-Westerwald und ist landwirtschaftlich geprägt.

## Geographie
Der Weiler liegt im Niederwesterwald etwa fünf Kilometer südöstlich des Hauptortes Asbach links des Mehrbachs. Östlich des Ortes liegt die Grenze zur Ortsgemeinde Rott im Landkreis Altenkirchen. Dasbach ist nur über die Kreisstraße 71 zu erreichen, die den Ort mit den Asbacher Ortsteilen Altenburg und Heckenhahn verbindet.

## Geschichte
1579 waren in Dasbach vier kölnische Höfe und ein Hof verzeichnet, der im Besitz der Herren von Ehrenstein war. 1618 waren hier nur noch zwei Höfe in kölnischem Besitz, in einem davon saß „Peter der Wiedertäufer“, der aus dem bergischen Amt Blankenberg wegen seines Glaubens ausgewiesen worden war. Der Ehrensteiner Hof lag rechts des Mehrbachs und hatte eine Größe von 31 Morgen Land, 7 Morgen Wiese und eine Pferdekoppel von 3 Morgen.
Anders als die übrigen Ortsteile Asbachs gehörten Dasbach und Heckenhahn landesherrlich zur Grafschaft Sayn (später Sayn-Hachenburg) und zum Kirchspiel Flammersfeld. Im Jahre 1806 kam das Gebiet zum Herzogtum Nassau. Nachdem das Rheinland 1815 zu Preußen gekommen war, gehörte Dasbach zur Gemeinde Rott im damals neu gebildeten Kreis Altenkirchen im Regierungsbezirk Koblenz und wurde von der Bürgermeisterei Flammersfeld verwaltet. Nach einer Volkszählung aus dem Jahr 1885 hatte Dasbach 30 Einwohner, die in fünf Häusern lebten.
Bis 1970 war Dasbach Teil der Gemeinde Rott. Zusammen mit Heckenhahn wurde der Ort aus dem Landkreis Altenkirchen aus- und in den Landkreis Neuwied eingegliedert und wurde zunächst Teil der Gemeinde Schöneberg. 1974 wurde die bis dahin eigenständige Gemeinde aufgelöst und die beiden Orte Dasbach und Heckenhahn der neu gebildeten Ortsgemeinde Asbach zugeordnet. 1987 zählte Dasbach 18 Einwohner.